# Circaeaster
Circaeaster, monotipski biljni rod iz porodice Circaeasteraceae, dio reda žabnjakolike. Jedina je vrsta C. agrestis, zeljasta biljka vlažnih travnjaka i sjenovitih šuma na visinama od 2 100 - 5 000 m., raširena od zapadnih Himalaja do Kine.
Porijeklom je iz Kine, Nepala i Butana. To je mala zeljasta biljka s dihotomno prošaranim listovima i malim cvjetovima s odvojenim karpelama.
Po životnom obliku je terofit.